# Cezar Drăgăniță
Cezar Drăgăniṭă, romunski rokometaš, * 13. februar 1954, Arad.
Leta 1976 je na poletnih olimpijskih igrah v Montrealu v sestavi romunske rokometne reprezentance osvojil srebrno olimpijsko medaljo in čez štiri leta še bronasto medaljo.